# Інюшово (Зоринський район)
Інюшо́во (рос. Инюшово) — село у складі Зоринського району Алтайського краю, Росія. Входить до складу Новоманошкінської сільської ради.
Стара назва — Інюшево.

## Населення
Населення — 87 осіб (2010; 166 у 2002).
Національний склад (станом на 2002 рік):
- росіяни — 99 %